# 靖嬪李氏
靖嬪李氏（정빈이씨，1694年—1722年1月3日），本貫咸陽李氏，祖父為李信瑄，外祖為金梅一，贈領議政李後哲與金海金氏之女。朝鮮英祖的寵妃，真宗的生母。

## 生平
《靖嬪李氏墓表》記載她辛巳年入宮，按照年代推算當為肅宗二十七年（1701年），身份應為宮女。《朝鮮王朝實錄》中關於李氏的描述並不多，可能是因為她地位不高的關係，但確定的是李氏在英祖為延礽君時便在他府中服侍，只是不知她最初是以何種身份進入英祖的私第。李氏在肅宗四十五年（1719年）生下英祖長子李緈（孝章世子），隔年生下次女，也就是後來的和順翁主（長女早卒）。
景宗元年（1721年）因為英祖被立為王世弟，李氏因而受封為昭訓（英祖登基後改昭訓為昭媛），只可惜她並不長壽，在這一年十一月十六日（合1722年1月）竟遭人毒殺，得年二十八歲（虛歲）。隔年因為辛壬士禍的爆發牽扯出此事，英祖憤怒萬分，景宗也下令嚴辦此事，所有關係人均被處以重刑。
英祖元年由於李緈被冊立為世子，李氏被追封為靖嬪。英祖之孫正祖即位後賜宮號為延祜，園號為綏吉，諡號為溫僖，全稱為延祜宮溫僖靖嬪，延祜宮即是現在的七宮之一，靖嬪的牌位也供奉在這裡。